# Boeing YQM-94
Boeing YQM-94 (Compass Cope B, B-Gull) – amerykański, strategiczny bezzałogowy statek powietrzny (ang. Unmanned Aerial Vehicle – UAV) opracowany na początku lat 70. XX wieku przez firmę Boeing w ramach programu Compass Cope zainicjowanego przez United States Air Force w 1971 roku. Celem projektu było opracowanie bezpilotowego aparatu rozpoznawczego zdolnego do bardzo długich lotów. 

## Historia
W 1971 roku US Air Force ogłosiło rozpoczęcie pod kryptonimem Compass Cope programu mającego na celu pozyskanie bezzałogowego aparatu zdolnego do wykonywania długodystansowych misji rozpoznawczych na bardzo wysokim pułapie. Do konkursu stanęły dwie firmy, Boeing ze swoim YQM-94 oraz Ryan ze zmodernizowanym Ryan AQM-91 Firefly, oznaczonym jako Ryan YQM-98. Pierwszy lot aparatu Boeinga odbył się 28 lipca 1973 roku. Niestety kilka dni później podczas kolejnego lotu maszyna uległa rozbiciu. Drugi prototyp maszyny wzniósł się po raz pierwszy w powietrze dopiero w listopadzie 1974 roku. Pomimo tego, że pierwszy samolot uległ katastrofie w sierpniu 1976 roku US Air Force zwycięzcą rywalizacji ogłosiła konstrukcję Boeinga. Pomimo tego, że miała gorsze parametry lotu niż konkurencyjny aparat Ryana to okazała się jednak tańsza w eksploatacji. Siły powietrzne zamówiły serię przedprodukcyjną, której oznaczenie zmieniono na YGQM-94A. Niestety Boeing nie zdążył nacieszyć się swoim sukcesem, cały program Compass Cope został anulowany w 1977 a całość zadań związanych z ropoznaniem strategicznym przejęły satelity zwiadowcze oraz samoloty załogowe Lockheed U-2. Obecnie jedyny zachowany egzemplarz YQM-94 można oglądać w National Museum of the United States Air Force.

## Konstrukcja
YQM-94 był kompozytowym, wolnonośnym średniopłatem z trójpodporowym podwoziem chowanym w locie z przednim podparciem. W celu uzyskania bardzo wysokiej sprawności aerodynamicznej, maszyna została zbudowana w układzie szybowca z napędem. Skrzydła o bardzo dużym wydłużeniu. Na grzbiecie kadłuba, podobnie jak to miało miejsce w konkurencyjnym modelu YQM-98, umieszczono silnik turboodrzutowy. Dzięki takiemu rozwiązaniu zmniejszono widoczność śladu cieplnego jaki zostawiały rozgrzane spaliny silnikowe aparatu. Zmodyfikowane usterzenie klasyczne z dwoma statecznikami pionowymi umieszczonymi na końcach stateczników poziomych. Aparat samodzielnie startował i lądował a następnie wykonywał lot kierowany radiokomendowo przez operatora na ziemi. Wersja seryjna miała mieć zamontowany silnik turbowentylatorowy oraz posiadać możliwość całkowicie autonomicznego wykonywania swoich misji. Umieszczona w nosie aparatu kamera TV mogła przekazywać obraz w czasie rzeczywistym do centrum kontroli misji na ziemi.